# 23-й истребительный авиационный полк (1938)
23-й истребительный авиационный полк (23-й иап) — воинская часть Военно-воздушных сил (ВВС) РККА СССР, принимавшая участие в боевых действиях во время освобождения Западной Украины (1939), Советско-финляндской войны (1940), присоединения Бессарабии (1940) и в первых боях Великой Отечественной войны.

## Наименования полка
За весь период своего существования полк несколько раз менял своё наименование:
- 65-я отдельная авиационная эскадрилья (ранее 1932—1938)[1].
- 23-й истребительный авиационный полк (1.05.1938 — 15.09.1941).
- 526-й истребительный авиационный полк (15.09.1941 — 6.12.1941).
- 2-й гвардейский истребительный авиационный полк (6.12.1941 — 29.10.1943).
- 2-й гвардейский истребительный Краснознамённый авиационный полк (29.10.1943 — 19.07.1944).
- 2-й гвардейский истребительный Краснознамённый Оршанский авиационный полк (19.07.1944 — 19.02.1945).
- 2-й гвардейский истребительный Оршанский Краснознамённый ордена Суворова авиационный полк (19.02.1945 — 29.12.1967).
- 2-й гвардейский Оршанский Краснознамённый ордена Суворова авиационный полк истребителей-бомбардировщиков (29.12.1967 — 1979).
- 2-й гвардейский Оршанский Краснознамённый ордена Суворова бомбардировочный авиационный полк (1979—2010).
- 6980-я гвардейская Оршанская Краснознамённая ордена Суворова III степени авиационная база (2010 — н.в.)[1].
- Полевая почта 49706

| И-15 бис | МиГ-3 | И-16 |

## Создание полка
23-й истребительный авиационный полк сформирован в период с 1 по 14 мая 1938 года в Киевском военном округе в г. Киеве на основе 36-й, 65-й и 134-й отдельных истребительных авиационных эскадрилий на самолётах И-15бис. Вошёл в состав 69-й истребительной авиационной бригады ВВС КВО.

## Переименование полка
23-й истребительный авиационный полк 15 сентября 1941 года, будучи на переформировании в 6-м запасном истребительном авиационном полку, был переформирован и переименован в 526-й истребительный авиационный полк.

## В действующей армии
В составе действующей армии во время Великой Отечественной войны:
- с 22 июня 1941 года по 22 июля 1941 года.

## Командиры полка
В 1932—1936 гг. 65-й авиаскадрильей командовал А. Захаров, с 1937 года до 14.05.1938 — старший лейтенант Рычагов Павел Васильевич. После переформирования в авиаполк:
- полковник Янсен Борис Владимирович[1][3], 05.1938 — 01.01.1939 г.
- майор Гиль, 1939
- полковник Сидоренко Антон Иванович[4], 08.1939 — 20.07.1941 г.
- капитан, майор, подполковник Метёлкин Пётр Максимович (погиб)[4], 20.07.1941 — 30.05.1942 г.

## В составе соединений и объединений
| Период        | Фронт (округ)             | армия      | ВВС армии      | дивизия                                      | примечание                                                                           |
| ------------- | ------------------------- | ---------- | -------------- | -------------------------------------------- | ------------------------------------------------------------------------------------ |
| 01.05.1938 г. | Киевский военный округ    | ВВС округа |                | 69-я истребительная авиационная бригада      | И-15 бис                                                                             |
| 01.03.1939 г. | Киевский военный округ    | ВВС округа |                | 69-я истребительная авиационная бригада      | И-15 бис, две эскадрильи полка получили И-16                                         |
| 17.09.1939 г. | Украинский фронт          | ВВС фронта |                | 69-я истребительная авиационная бригада      | И-15 бис, И-16, участие в освобождении Западной Украины                              |
| 29.09.1939 г. | Киевский военный округ    | ВВС округа |                | 69-я истребительная авиационная бригада      | И-15 бис, И-16                                                                       |
| 01.10.1939 г. | Киевский военный округ    | ВВС округа |                | 69-я истребительная авиационная бригада      | полностью перевооружён на И-153, аэродром Скнилув (г. Львов)                         |
| 17.02.1940 г. | Северо-Западный фронт     | 7-я армия  | ВВС 7-й армии  | 59-я истребительная авиационная бригада      | И-153, Карельский перешеек                                                           |
| 03.03.1940 г. | Северо-Западный фронт     | 7-я армия  | ВВС 7-й армии  | 59-я истребительная авиационная бригада      | И-153, участие в советско-финляндской войне                                          |
| 14.03.1940 г. | Северо-Западный фронт     | 7-я армия  | ВВС 7-й армии  | 59-я истребительная авиационная бригада      | И-153, Карельский перешеек                                                           |
| 01.04.1940 г. | Киевский военный округ    | ВВС округа |                | 69-я истребительная авиационная бригада      | И-153                                                                                |
| 28.06.1940 г. | Южный фронт               | 12-я армия | ВВС 12-й армии | 69-я истребительная авиационная бригада      | И-153, участие в освобождении Бессарабии                                             |
| 10.07.1940 г. | Киевский военный округ    | ВВС округа |                | 69-я истребительная авиационная бригада      | И-153                                                                                |
| 25.07.1940 г. | Киевский военный округ    | ВВС округа |                | 15-я смешанная авиационная дивизия           | И-153                                                                                |
| 20.04.1941 г. | Киевский военный округ    | ВВС округа |                | 15-я смешанная авиационная дивизия           | И-153, аэр. Адамы, переучивание на МиГ-3                                             |
| 22.06.1941 г. | Юго-Западный фронт        | ВВС фронта |                | 15-я смешанная авиационная дивизия           | И-153, И-16, МиГ-3                                                                   |
| 15.07.1941 г. | Юго-Западный фронт        | ВВС фронта |                | 15-я смешанная авиационная дивизия           | Передал всю матчасть и лётчиков в 28-й иап, убыл на доукомплектование и переучивание |
| 26.08.1941 г. | Приволжский военный округ | ВВС округа |                | 6-й запасной истребительный авиационный полк | г. Рассказово Пензенской области                                                     |
| 15.09.1941 г. | Приволжский военный округ | ВВС округа |                | 6-й запасной истребительный авиационный полк | переименован в 526-й иап                                                             |

## Участие в операциях и битвах
Освобождение Западной Украины (1939)

Боевыми задачами полка в этой операции являлись разведка и воздушное прикрытие своих войск. Боевые вылеты выполнялись истребителями И-16 с аэродромов Судилков, Клембовка, Окопы, Млынов, Рачин, Луцк. Воздушных боёв с польской авиацией в этой операции не зафиксировано.
Советско-финляндская война (1940)

Перевооружённый на истребителя И-16 полк начал переброску по железной дороге из-под Львова с 17 февраля 1940 года, приступил к боевым вылетам только 3 марта 1940 года, за 10 дней до окончания войны. По отчётным документам полка, в боях сбито 4 финских самолёта и потерян один свой. После завершения боевых действий полк вернулся на прежнее место дислокации.
Присоединение Бессарабии
Великая Отечественная война (1941):
- Приграничные сражения — с 22 июня 1941 года по 27 июня 1941 года.
- Львовско-Луцкая оборонительная операция — с 27 июня 1941 года по 2 июля 1941 года.
- Уманская оборонительная операция — с 5 июля 1941 года по 15 июля 1941 года.
- Киевская операция — с 7 июля 1941 года по 15 июля 1941 года.
- Коростеньская оборонительная операция — с 11 июля 1941 года по 15 июля 1941 года.
- Оборонительная операция на подступах к Киеву — с 11 июля 1941 года по 15 июля 1941 года.

## Первая победа полка
Первая известная воздушная победа полка в Отечественной войне одержана 22 июня 1941 года: капитан Сурнов Н. А., пилотируя МиГ-3, в воздушном бою в районе Броды сбил немецкий истребитель Ме-109. До конца этого дня лётчики полка сбили ещё 3 самолёта.

## Отличившиеся воины
- Бекашонок Михаил Васильевич, лётчик полка, прошедший войну в Советско-финляндскую в составе полка, будучи капитаном, помощником командира 129-го гвардейского истребительного авиационного полка по воздушно-стрелковой службе 22-й гвардейской истребительной авиационной дивизии 6-го гвардейского истребительного авиационного корпуса 2-й воздушной армии, 27 июня 1945 года удостоен звания Героя Советского Союза. Золотая Звезда № 6556.

## Статистика боевых действий
Всего за период боевых действий с 22 июня по 27 июля 1941 года в составе 15-й сад полком:
| Выполнено боевых вылетов | Потеряно самолётов | Погибло лётчиков |
| ------------------------ | ------------------ | ---------------- |
| 790                      | 48                 | 9                |

Потери противника (по данным полковых документов) — 28 сбитых самолётов.

## Самолёты на вооружении
| Период      | Самолёты |
| ----------- | -------- |
| 1938 — 1941 | И-15 бис |
| 1938 — 1941 | И-16     |
| 1938 — 1941 | И-153    |
| 1941 — 1942 | МиГ-3    |